# Alain Mottet
Pour les articles homonymes, voir Mottet.
Alain Mottet est un acteur français né le 30 décembre 1928 à Lyon 2e et mort le 31 octobre 2017 dans le 15e arrondissement de Paris.

## Biographie
On retrouve Alain Mottet au cinéma dans une vingtaine de films, le plus souvent dans des seconds rôles. Il tourne par trois fois avec José Giovanni. En 1965, il tient le rôle principal dans le moyen-métrage L'Affaire de la malle à Gouffé. En 1969, dans L'Armée des ombres, il est le responsable du camp de prisonniers où Lino Ventura, alias Philippe Gerbier, est emprisonné.
Il a été, pour la télévision, Flambart, le policier pourchassant sans relâche Vidocq, interprété par Bernard Noël dans la première série télévisée Vidocq en 1967. Il travaille régulièrement sous la direction d'Abder Isker et on le voit à plusieurs reprises au générique de Au théâtre ce soir. L'un de ses rôles plus remarquables à la télé est son Shazénian dans la féerie Shéhérazade, diffusé à la fin d'année 1971 : sur un cheval volant, il se promène avec Claude Jade dans le ciel de nuit. 
En parallèle à ses apparitions à l'écran, il poursuit une riche carrière sur les planches, jouant notamment dans des mises en scène de Jean Le Poulain, Roger Planchon, André Barsacq ou Georges Wilson. Il est pensionnaire à la Comédie-Française de 1986 à 1988.

### Vie privée
Époux de Françoise Hirsch (1930-2017), qui se donne la mort avec lui le 31 octobre 2017, il est le père de Christine Mottet et de l'acteur et musicien Pierre Mottet, (1959-2003).

## Théâtre
- 1950 : Bottines et collets montés d'après Eugène Labiche et Georges Courteline, mise en scène Roger Planchon, théâtre de la Comédie de Lyon
- 1950 : Faust Hamlet d'après Thomas Kyd et Christopher Marlowe, mise en scène Roger Planchon, théâtre de la Comédie de Lyon
- 1951 : La Nuit des rois de William Shakespeare, mise en scène Roger Planchon, théâtre de la Comédie de Lyon
- 1952 : Les Joyeuses Commères de Windsor de William Shakespeare, mise en scène Roger Planchon, théâtre de la Comédie de Lyon
- 1952 : La vie est un songe de Pedro Calderón de la Barca, mise en scène Roger Planchon, théâtre de la Comédie de Lyon
- 1952 : Claire de René Char, mise en scène Roger Planchon, théâtre de la Comédie de Lyon
- 1953 : La Découverte du nouveau monde d'après Felix Lope de Vega, mise en scène Hubert Gignoux, Centre dramatique de l'Ouest
- 1953 : L'Archipel Lenoir d'Armand Salacrou, mise en scène Hubert Gignoux, Centre dramatique de l'Ouest
- 1953 : Knock ou le Triomphe de la médecine de Jules Romains, mise en scène Hubert Gignoux, Centre dramatique de l'Ouest
- 1954 : Le Voyageur sans bagage de Jean Anouilh, mise en scène Hubert Gignoux, Centre dramatique de l'Ouest
- 1954 : Le Marchand de Venise de William Shakespeare, mise en scène Hubert Gignoux, Centre dramatique de l'Ouest
- 1955 : Les Joyeuses Commères de Windsor de William Shakespeare, mise en scène André Steigner, festival de Bellac
- 1955 : La Mort joyeuse de Nicolas Evreïnoff, mise en scène André Steigner, festival de Bellac
- 1955 : Mariana Pineda de Federico García Lorca, mise en scène André Steigner, festival de Bellac
- 1956 : L'Impromptu de l'Alma d'Eugène Ionesco, mise en scène Maurice Jacquemont, studio des Champs-Elysées
- 1956 : Les Chaises d'Eugène Ionesco, mise en scène Jacques Mauclair, studio des Champs-Elysées, théâtre des Célestins
- 1957 : Les Coréens de Michel Vinaver, mise en scène Jean-Marie Serreau, théâtre de l'Alliance française
- 1957-1958 : Paolo Paoli de Arthur Adamov, mise en scène Roger Planchon, théâtre de la Comédie de Lyon puis théâtre du Vieux-Colombier
- 1958 : Procès à Jésus de Diego Fabbri, mise en scène Marcelle Tassencourt, théâtre Hébertot
- 1959 : Les Possédés d'Albert Camus d'après Fiodor Dostoïevski, mise en scène Albert Camus, théâtre Antoine
- 1960 : Les Âmes mortes de Nicolas Gogol, mise en scène Roger Planchon, Théâtre de la Cité de Villeurbanne, Odéon-Théâtre de France
- 1960 : Les Chaises d'Eugène Ionesco, mise en scène Jacques Mauclair, studio des Champs-Elysées
- 1960 : Christobal de Lugo de Loys Masson, mise en scène Bernard Jenny, théâtre du Vieux-Colombier
- 1960 : Le Signe du feu de Diego Fabbri, mise en scène Marcelle Tassencourt, théâtre Hébertot
- 1961 : La Nuit des rois de William Shakespeare, mise en scène Jean Le Poulain, théâtre du Vieux-Colombier
- 1961-1962 : Le Christ recrucifié de Níkos Kazantzákis, mise en scène Marcelle Tassencourt, théâtre Montansier puis Odéon-Théâtre de France
- 1962-1963 : Victor ou les Enfants au pouvoir de Roger Vitrac, mise en scène Jean Anouilh et Roland Piétri, théâtre de l'Ambigu puis théâtre de l'Athénée
- 1963 : Andromaque de Racine, mise en scène Marcelle Tassencourt, théâtre Montparnasse
- 1963 : Le Vicaire de Rolf Hochhuth, mise en scène François Darbon, théâtre de l'Athénée : Pie XII[8].
- 1965 : Ce soir on improvise de Luigi Pirandello, mise en scène André Barsacq, théâtre de l'Atelier
- 1966 : La Promenade du dimanche de Georges Michel, mise en scène Maurice Jacquemont, Georges Michel, studio des Champs-Élysées
- 1967 : Le Duel d'Anton Tchekov, mise en scène André Barsacq, théâtre de l'Atelier
- 1967 : Opéra pour un tyran d'Henri-François Rey, mise en scène André Barsacq, théâtre de l'Atelier
- 1967 : Le Triomphe de la sensibilité (de) de Goethe, mise en scène Jorge Lavelli, festival d'Avignon
- 1968 : La Mère de Bertolt Brecht, mise en scène Jacques Rosner, TNP théâtre de Chaillot
- 1969 : Jules César de William Shakespeare, mise en scène Jean Deschamps, festival de la Cité (Carcassonne)
- 1968 : Le Diable et le Bon Dieu de Jean-Paul Sartre, mise en scène Georges Wilson, TNP théâtre de Chaillot
- 1969 : Le Bossu de Paul Féval, mise en scène Jean Deschamps, festival de la Cité (Carcassonne)
- 1970 : Le Diable et le Bon Dieu de Jean-Paul Sartre, mise en scène Georges Wilson, TNP festival d'Avignon
- 1970 : Opérette de Witold Gombrowicz, mise en scène Jacques Rosner, TNP théâtre de Chaillot
- 1971 : Henri VIII de William Shakespeare, mise en scène Gabriel Garran, théâtre de la Commune
- 1972 : Macbett d'Eugène Ionesco, mise en scène Jacques Mauclair, théâtre de l'Alliance française
- 1972 : Honni soit qui mal y pense de Peter Barnes (en), mise en scène Stuart Burge, théâtre de Paris
- 1973-1974 : Madame Sans-Gêne de Victorien Sardou et Émile Moreau, mise en scène Michel Roux, théâtre de Paris puis théâtre Marigny : Joseph Fouché
- 1974 : Croque-monsieur de Marcel Mithois, mise en scène Jean-Pierre Grenier, théâtre Saint-Georges
- 1974 : Le Siècle des lumières de Claude Brulé, mise en scène Jean-Laurent Cochet, théâtre du Palais Royal
- 1976 : Lucienne et le Boucher de Marcel Aymé, mise en scène Nicole Anouilh, théâtre Saint-Georges
- 1978 : Miam-miam ou le Dîner d'affaires de Jacques Deval, mise en scène Jean Le Poulain, théâtre Marigny
- 1980 : Une drôle de vie de Brian Clark, mise en scène Michel Fagadau, Théâtre Antoine
- 1981 : Outrages aux bonnes mœurs d'Eric Westphal, mise en scène Jean-Louis Martin Barbaz, théâtre Hébertot
- 1981 : Petit déjeuner chez Desdémone de Janusz Krasinski, mise en scène Jaroslav Vizner, Carré Silvia-Monfort
- 1984 : Le Passeport de Pierre Bourgeade, mise en scène Bruno Carlucci, théâtre de l'Athénée-Louis-Jouvet
- 1987 : Polyeucte de Corneille, mise en scène Jorge Lavelli, Comédie-Française
- 1987 : Esther de Racine, mise en scène Françoise Seigner, Comédie-Française au théâtre national de l'Odéon, puis théâtre de la Porte-Saint-Martin
- 1987 : Une sorte d'Alaska d'Harold Pinter, mise en scène Bernard Murat, Comédie-Française au Festival d'Avignon, puis théâtre Montparnasse
- 1988 : Le Véritable Saint-Genest, comédien et martyr de Jean de Rotrou, mise en scène André Steiger, Comédie-Française
- 1988 : À ta santé, Dorothée de Rémo Forlani, mise en scène Jacques Seiler, théâtre de la Renaissance
- 1989 : Point de feu sans fumée de Julien Vartet, mise en scène Jean-Paul Tribout, théâtre Édouard VII
- 1990 : La Dame de chez Maxim de Georges Feydeau, mise en scène Alain Françon, théâtre du Huitième-Lyon
- 1998 : Alfred aime O'Keeffe de Lanie Robertson, mise en scène Georges Werler, théâtre Silvia-Monfort
- 2007 : Chemin du ciel (Himmelweg) de Juan Mayorga, mise en scène Jorge Lavelli, théâtre de la Tempête

## Filmographie

### Cinéma
- 1961 : Climats de Stellio Lorenzi
- 1962 : Le Pèlerin perdu de Guy Jorré (court-métrage)
- 1963 : Le Feu follet de Louis Malle
- 1965 : Le Dimanche de la vie de Jean Herman
- 1968 : Ho ! de Robert Enrico
- 1969 : L'Armée des ombres de Jean-Pierre Melville
- 1969 : Une veuve en or de Michel Audiard
- 1970 : Dernier Domicile connu de José Giovanni
- 1970 : Un aller simple de José Giovanni
- 1972 : La Scoumoune de José Giovanni
- 1976 : Le Bon et les Méchants de Claude Lelouch
- 1977 : La Nuit de Saint-Germain-des-Prés de Bob Swaim
- 1978 : Le Point douloureux de Marc Bourgeois
- 1978 : L'Amour en question d'André Cayatte
- 1980 : Inspecteur la Bavure de Claude Zidi
- 1982 : Un dimanche de flic de Michel Vianey
- 1989 : Ripoux contre ripoux de Claude Zidi
- 2001 : Aram de Robert Kechichian

### Télévision
- 1962 : Paludi (de Diego Fabbri), téléfilm de Gilbert Pineau : Alf
- 1964 : Les Indes noires de Marcel Bluwal : James Starr
- 1965 : Belphégor ou le Fantôme du Louvre, feuilleton télévisé de Claude Barma
- 1965 : Donadieu de Stellio Lorenzi : Berthelien[9]
- 1966 : L'Écharpe, téléfilm d'Abder Isker : Édouard Tranier
- 1966 : En votre âme et conscience :  Pour l'honneur d'une fille de Claude Barma
- 1966 : Les Compagnons de Jéhu, mini-série : Toussaint
- 1967 : L'Affaire Lourdes de Marcel Bluwal
- 1967 : Vidocq, série télévisée, 13 épisodes : Flambart
- 1968 : En votre âme et conscience, épisode : L'Affaire Beiliss ou Un personnage en plus et en moins de  Jean Bertho
- 1970 : À corps perdu téléfilm d'Abder Isker : Victor Colonna
- 1970 : La mort de Danton téléfilm de Claude Barma : Robespierre
- 1971 : Shéhérazade téléfilm de Pierre Badel : Shazénian
- 1971 : Les Salauds vont en enfer téléfilm d'Abder Isker : Hal
- 1972 : La Mort d'un champion téléfilm d'Abder Isker : Denis Clément
- 1972 : Les Six Hommes en question d'Abder Isker
- 1972 : Les Misérables de Marcel Bluwal : Thénardier
- 1973 : Les Coqs de minuit (minisérie, FR3), d'Édouard Logereau: Maître Régis
- 1974 : La Passagère d'Abder Isker : le commissaire Clément
- 1974 : Les Cinq Dernières Minutes de Claude Loursais, épisode Fausses Notes : Igor Cléry
- 1974 : Au théâtre ce soir : Madame Sans-Gêne de Victorien Sardou et Émile Moreau, mise en scène Michel Roux, réalisation Georges Folgoas, théâtre Marigny : Joseph Fouché
- 1974 : La Main enchantée de Michel Subiela : maître Chevassut
- 1975 : Les Grands Détectives de Jean Herman, épisode : Monsieur Lecoq : le duc Sairmeuse
- 1975 : La Mort d'un touriste d'Abder Isker
- 1976 : Domino de Marcel Achard avec Jean Piat
- 1976 : Au théâtre ce soir : La Frousse de Julien Vartet, mise en scène René Clermont, réalisation Pierre Sabbagh, théâtre Édouard VII
- 1977 : Dossier Danger Immédiat de Claude Barma, épisode : L'Affaire Martine Desclos
- 1977 : Dernier Appel d'Abder Isker
- 1977 : Attention chien méchant de Bernard-Roland
- 1978 : Au théâtre ce soir : Miam-miam ou le Dîner d'affaires de Jacques Deval, mise en scène Jean Le Poulain, réalisation Pierre Sabbagh, théâtre Marigny
- 1978 : Les Amours sous la Révolution : Les Amants de Thermidor de Jean-Paul Carrère
- 1979 : La Belle Vie de Jean Anouilh réalisé par Lazare Iglesis : le commissaire du peuple
- 1979 : Messieurs les jurés, épisode L'Affaire Coublanc de Dominique Giuliani : le Président
- 1980 : Les Cinq Dernières Minutes d'Jean-Yves Jeudy, épisode Un parfum d'Angélique
- 1979 : Messieurs les Jurés : L'Affaire Brouchaud de Nat Lilenstein : le Président
- 1986 : Léon Blum à l'échelle humaine, Pierre Bourgeade et Jacques Rutman : Léon Blum
- 1987 : Les Enquêtes du commissaire Maigret, épisode : Maigret chez le ministre de Louis Grospierre : Mascoulin
- 1989 : Le Grand Secret de Jacques Trébouta
- 1991 : Marie Curie, une femme honorable de Michel Boisrond
- 2010 : L'Appel du 18 juin de Félix Olivier : le maréchal Pétain
- 2010 : Les Châtaigniers du désert de Caroline Huppert : le marquis

## Doublage

### Cinéma

#### Films
- 1971 : Network : Main basse sur la télévision : Bill Herron (Darryl Hickman)
- 1975 : Salò ou les 120 Journées de Sodome : Monseigneur (Monsignore) (Giorgio Cataldi (it))